# Katrin Goetter
Katrin Goetter (* 1974 im Ruhrgebiet) ist eine deutsche Filmproduzentin.

## Leben
Katrin Goetter studierte Sozialwissenschaften. Ab 1998 war sie Producerin für Werbe- und Imagefilme bei Radical Images in Köln. Ab 2001 war sie Regieassistentin und studierte an der Deutschen Film- und Fernsehakademie Berlin. Schon vor dem Abschluss 2004 kam sie als Producerin zu TeamWorx. Ab 2010 war sie dort als Executive Producerin tätig, darunter beim Dreiteiler Unsere Mütter, unsere Väter. 2013 kam sie zur Real Film Berlin. 2019 wechselte sie zur Letterbox-Filmproduktion in Hamburg.

## Filmografie (Auswahl)
- 2006: Meine Mutter tanzend
- 2007: Die Flucht
- 2008: Willkommen im Westerwald
- 2008: Unschuldig (Fernsehserie, 9 Folgen)
- 2009: Killerjagd. Töte mich, wenn du kannst
- 2010: Killerjagd. Schrei, wenn du dich traust
- 2013: Das Mädchen mit dem indischen Smaragd
- 2015: Heil
- 2017: Ich will (k)ein Kind von Dir
- 2019: Dead End (Fernsehserie, 4 Folgen)